# Międzynarodowe Stowarzyszenie Pracowników
Międzynarodowe Stowarzyszenie Pracowników albo Międzynarodowe Stowarzyszenie Robotników (ang. International Workers’ Association, IWA; hiszp. Asociación Internacional de los Trabajadores, AIT; stąd często używany skrót IWA-AIT) – międzynarodowa federacja zrzeszająca anarchosyndykalistyczne związki zawodowe.

## Historia
Nazwa nawiązuje do Międzynarodowego Stowarzyszenia Robotników – I Międzynarodówki, która rozpadła się w wyniku sporów między anarchistami i marksistami. Marksiści założyli kolejno II Międzynarodówkę i III Międzynarodówkę, natomiast anarchosyndykalistyczne IWA zostało założone w 1922 w Berlinie przez związki z Argentyny, Chile, Niemiec, Holandii, Włoch, Norwegii, Portugalii i Szwecji. Największy ówcześnie anarchosyndykalistyczny związek zawodowy, hiszpańska CNT, nie wziął udziału w konferencji, ponieważ delegaci zostali aresztowani w drodze na nią.
Po założeniu MSP przyjęto program mówiący o zniesieniu państwa i kapitalizmu oraz wprowadzeniu systemu ekonomicznego bezpaństwowego komunizmu, opartego na komunach oraz radach zakładowych i gminnych, zrzeszonych w federacjach na poziomie lokalnym, krajowym i międzynarodowym, składających się na samorządne społeczeństwo działające na zasadach oddolnego ekonomicznego planowania i wzajemnych porozumień.
W późniejszym czasie akces zgłaszały kolejne organizacje z Francji, Austrii, Danii, Belgii, Szwajcarii, Bułgarii, Polski (Związek Związków Zawodowych zgłosił akces w 1938, ale jego wstąpienie do Międzynarodówki, planowane na 1939, zostało uniemożliwione przez wybuch II wojny światowej) i Rumunii. Statut IWA przyjął również blok związków z USA, Kolumbii, Peru, Ekwadoru, Gwatemali, Kuby, Kostaryki i Salwadoru.
W Międzynarodowym Stowarzyszeniu Pracowników w szczytowym okresie jego rozwoju zrzeszonych było kilka milionów robotników; do największych związków zaliczała się hiszpańska Krajowa Konfederacja Pracy (CNT), włoski Unione Sindacale Italiana, argentyńska Federación Obrera Regional Argentina, niemiecki Freie Arbeiter-Union Deutschlands. Jednakże wiele z nich zostało zniszczonych lub poważnie osłabionych pod dojściu do władzy faszystów i nazistów w latach 30. oraz w czasie II wojny światowej. Organizacja zaczęła się odbudowywać dopiero na swoim VI zjeździe w 1951, ale popadła w kolejny kryzys w latach 60., który trwał aż do lat 80. W roku 1976, na XV zjeździe, reprezentowanych było tylko pięć sekcji, z czego dwa (CNT i związek bułgarski) działały na uchodźstwie. Na zjeździe w 1980 istniało już jednak 10, a w następnych latach przyłączały się kolejne związki, choć organizacja ucierpiała również w wyniku rozłamów (np. podziału w hiszpańskim ruchu anarchosyndykalistycznym na CNT i Confederación General del Trabajo; we francuskim na Confédération Nationale du Travail-AIT i Confédération Nationale du Travail-France).
W 2016 z organizacji zostały wykluczone CNT, Freie Arbeiterinnen- und Arbeiter-Union (FAU) oraz Unione Sindacale Italiana (USI). Te trzy organizacje, a także Robotnicy Przemysłowi Świata (IWW), ESE, FORA, Inicjatywa Pracownicza (IP).

## Związki stowarzyszone obecnie w MSP

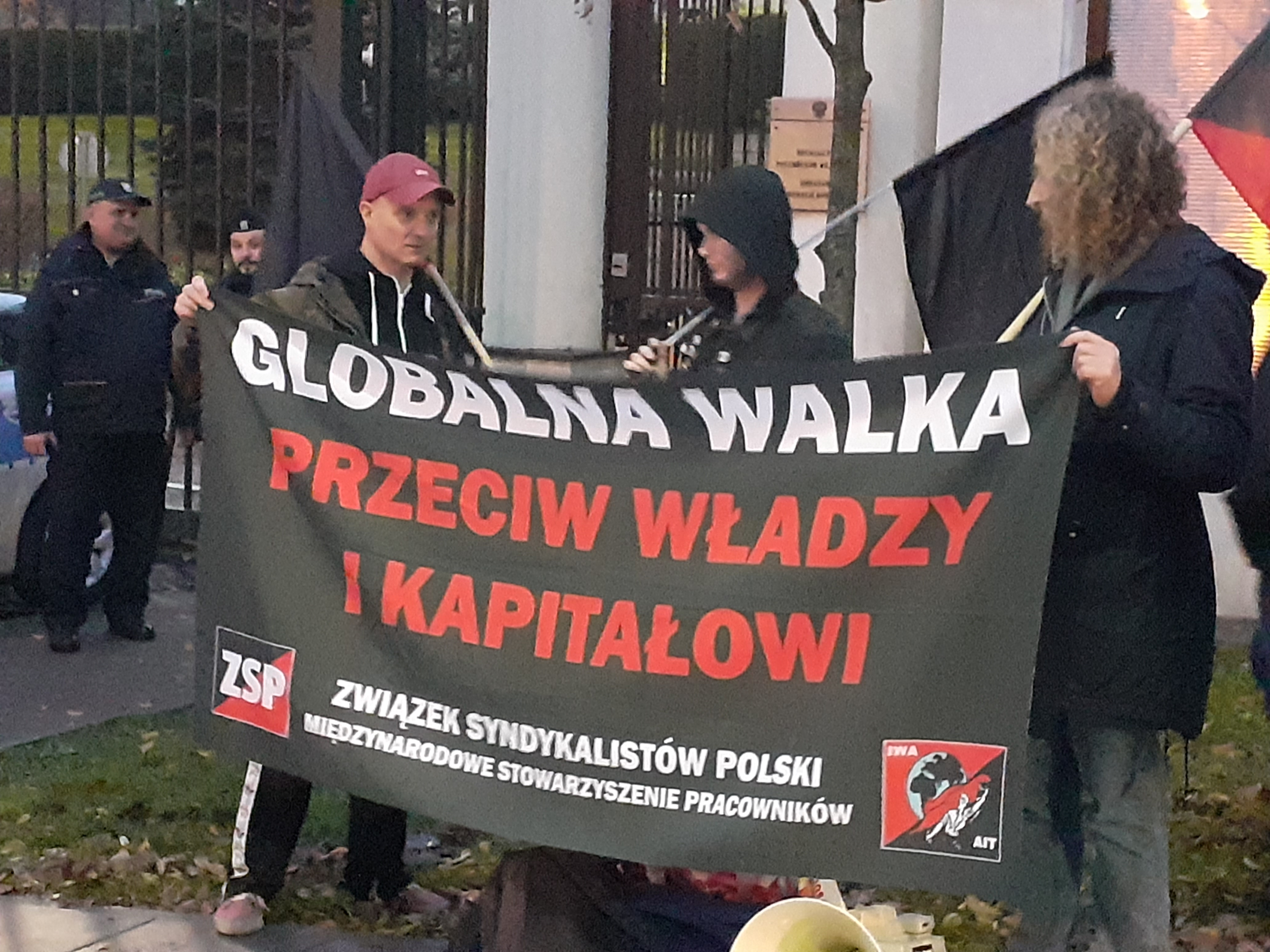
Baner ZSP przed ambasadą Rosji, 2022.

- Associação Internacional dos Trabalhadores – Secção Portuguesa (Portugalia)
- Anarcho-Syndicalist Federation (Australia)
- Anarho-sindikalistička inicijativa (Serbia)
- Confederação Operária Brasileira (Brazylia)
- Confédération Nationale du Travail (CNT-AIT, Francja)
- Конфедерация революционных анархо-синдикалистов (Rosja)
- Norsk Syndikalistisk Forbund (Norwegia)
- Priama Akcia (Słowacja)
- Solidarity Federation (Wielka Brytania)
- Związek Syndykalistów Polski (Polska)

„Przyjaciele MSP”:
- Amigos de la AIT (Kolumbia)
- Germinal (Chile)